# Il barone Carlo Mazza
Il barone Carlo Mazza è un film del 1948 diretto da Guido Brignone.

## Trama
Un barone ormai in disgrazia viene cacciato dal suo palazzo. Grazie ad un amico potrebbe sposare la figlia di un industriale americano ma lei conduce una vita libertina e punta solo ad una grossa eredità.